# Антитеррористический центр СБУ
Антитеррористический центр при СБУ — постоянно действующий орган при Службе безопасности Украины, который осуществляет координацию деятельности субъектов борьбы с терроризмом в предотвращении:
- террористических актов в отношении государственных деятелей, критических объектов жизнеобеспечения населения, объектов повышенной опасности,
- актов, которые угрожают жизни и здоровью значительного количества людей, и в их прекращении.

Антитеррористический центр при СБУ создан Указом Президента Украины от 11.12.1998 №1343.
Центр является юридическим лицом, имеет самостоятельный баланс, счета в органах Государственного казначейства Украины, бланки, печати и штампы со своим наименованием, а также печать с изображением государственного герба Украины.

## Деятельность
В своей деятельности Центр руководствуется Конституцией Украины, законами Украины, указами и распоряжениями Президента Украины, актами Кабинета Министров Украины, Положением об Антитеррористическом центре и его координационных группах при региональных органах Службы безопасности Украины, другими нормативно-правовыми актами.
Основные задачи Центра:
• сбор в установленном порядке, обобщение, анализ и оценка информации о состоянии и тенденциях распространения терроризма в Украине и за ее пределами;
• разработка концептуальных основ и программ борьбы с терроризмом, рекомендаций, направленных на повышение эффективности мер по выявлению и устранению причин и условий, способствующих совершению террористических актов и других преступлений, совершаемых в террористических целях, формирование планов предотвращения террористических проявлений и их прекращения;
• организация и проведение антитеррористических операций и координация деятельности субъектов борьбы с терроризмом;
• организация и проведение командно-штабных и тактико-специальных учений и тренировок;
• взаимодействие со специальными службами, правоохранительными органами иностранных государств и международными организациями по борьбе с терроризмом;
• участие в подготовке проектов международных договоров Украины, подготовка и представление предложений по совершенствованию национального законодательства в сфере борьбы с терроризмом, финансирование проведения субъектами борьбы с терроризмом антитеррористических операций, осуществление мер по предотвращению, выявлению и пресечению террористической деятельности.
Кроме того, согласно Указу Президента Украины «О внесении изменений в некоторые указы Президента Украины» от 09.06.2022 №398, на АТЦ при СБ Украины были возложены дополнительные задания:
• содействие разведывательным органам Украины в выполнении возложенных на них задач и осуществлении функций, предусмотренных Законом Украины «О разведке»;
• содействие оперативным подразделениям субъектов борьбы с терроризмом в решении задач оперативно-розыскной деятельности;
• участие в установленном порядке в противодействии диверсионным проявлениям.
Также в 2023 году в Закон Украины "О борьбе с терроризмом" были внесены изменения, согласно которым расширяются полномочия Антитеррористического центра. Теперь они будут включать:
• формирование и ведение перечня террористических организаций и групп (в настоящее время продолжается разработка нормативно-правовой базы);
• национальную координацию выполнения резолюций Совета Безопасности ООН по противодействию международному терроризму;
• взаимодействие со специальными службами, правоохранительными органами иностранных государств и международными организациями по борьбе с терроризмом и обмен информацией о пассажирах международных рейсов. АТЦ и субъекты борьбы с терроризмом имеют право получать и использовать информацию о пассажирах для выполнения задач, определенных законодательством. В настоящее время идет разработка нормативно-правовой базы для формирования и функционирования национального контактного пункта по вопросам получения, обработки, распространения, хранения и защиты информации о пассажирах на базе Антитеррористического центра при Службе безопасности Украины.
В целях отработки навыков реагирования на террористический акт АТЦ при СБ Украины организует и координирует проведение антитеррористических командно-штабных (КШУ) и тактико-специальных учений (ТСУ), а также специальных тренировок. В частности, в период с 2015 по 2021 год проведено более 450 учений и около 9 000 тренировок. Принято участие в международных учениях: Strongboarder-2017 (Украина, Молдова), Буковина-2018 (Украина, Молдова, Румыния), а также отработаны антитеррористические компоненты во время ежегодных многонациональных учений Си Бриз, Рапид Трайдент и "Объединенные усилия".

## Структура
АТЦ при СБ Украины состоит из:
- Межведомственной координационной комиссии – консультативно-совещательного органа, основной формой деятельности которого являются заседания, которые проводятся при необходимости, но не реже одного раза в квартал, а в случае совершения террористического акта или возникновения его угрозы – созываются внеочередные или чрезвычайные заседания.
- Штаба – исполнительного рабочего органа АТЦ при СБ Украины, осуществляющего текущую организационную работу по выполнению возложенных на него задач;
- Координационных групп и их штабов – консультативно-совещательных органов, созданных при региональных органах СБ Украины согласно государственному административно-территориальному устройству, с целью повышения способностей АТЦ при СБ Украины по месту и времени в решении возложенных на него задач.
В условиях проведения антитеррористической операции в составе АТЦ при СБ Украины могут создаваться и действовать военно-гражданские администрации – временные государственные органы, предназначенные для обеспечения действия Конституции и законов Украины, обеспечения безопасности и нормализации жизнедеятельности населения и правопорядка.
Положением об Объединенном центре по координации поиска, освобождения незаконно лишенных свобод лиц в районе осуществления мероприятий по обеспечению национальной безопасности и обороны, отпору и сдерживанию вооруженной агрессии российской федерации в Донецкой и Луганской областях, утвержденным общим приказом Службы безопасности Украины, Министерства обороны Украины и Министерства внутренних дел Украины от 08.04.2019 №573/152/252, урегулирована деятельность упомянутого центра, функционирующего при СБ Украины с 2015 года.

## Руководство
Руководитель Антитеррористического центра назначается на должность по представлению Председателя Службы безопасности Украины и освобождается от должности Президентом Украины.
Предыдущие руководители АТЦ:
• генерал-полковник Землянский Юрий Владимирович (10.11.1999-05.02.2004);
• генерал-лейтенант Крутов Василий Васильевич (26.05.2005–20.09.2005);
• Тимошенко Владимир Андреевич (20.09.2005-29.05.2006);
• Наливайченко Валентин Александрович (29.05.2006–06.03.2009);
• Генерал армии Украины Хорошковский Валерий Иванович (18.03.2009–11.03.2010);
• генерал-полковник Шатковский Петр Николаевич (15.03.2012-30.10.2013);
• генерал-майор Тоцкий Владимир Владимирович (12.11.2013-26.02.2014);
• генерал-лейтенант Цыганок Виталий Антонович (07.04.2014-14.04.2014);
• генерал-лейтенант Крутов Василий Васильевич (14.04.2014-7.07.2014);
• генерал-лейтенант Грицак Василий Сергеевич (07.07.2014-23.06.2015);
• генерал-полковник Маликов Виталий Владимирович (23.06.2015-31.05.2019);
• генерал-майор Баранецкий Руслан Федорович (27.06.2019-26.07.2021).
Действующим руководителем АТЦ является:
Генерал-майор Андрущенко Сергей Анатольевич  (с 26.07.2021)

## Финансирование
Центр содержится за счёт средств, определённых отдельной строкой в государственном бюджете Украины.

## Международное сотрудничество
В соответствии с Указом Президента Украины от 26.07.2001 г. №570 «О порядке взаимодействия с международными антитеррористическими организациями» Антитеррористический центр при Службе безопасности Украины определен как орган, осуществляющий взаимодействие с международными антитеррористическими организациями.
Украина в соответствии с заключенными ею международными договорами сотрудничает в области борьбы с терроризмом с иностранными государствами, их правоохранительными органами и специальными службами, а также с международными организациями, осуществляющими борьбу с международным терроризмом, среди которых:
- Организация Объединенных Наций (ООН);
- Североатлантический альянс (НАТО);
- Европейский союз (ЕС);
- Агентство ЕС по сотрудничеству в сфере правоохранительной деятельности (ЕВРОПОЛ);
- Международная организация криминальной полиции (Интерпол);
- Организация по безопасности и сотрудничеству в Европе (ОБСЕ);
- Организация за демократию и экономическое развитие (ГУАМ).

## Государственная антитеррористическая система Украины
Механизм функционирования единой государственной системы предотвращения, реагирования и прекращения террористических актов и минимизации их последствий, уровни террористических угроз и меры реагирования субъектов борьбы с терроризмом на угрозу совершения или совершения террористического акта определены Положением «О единой государственной системе предотвращения, реагирования и минимизации их последствий» (утвержденным Постановлением Кабинета Министров Украины от 18.02.2016 №92). Антитеррористический центр при Службе безопасности Украины выступает координирующим органом единой государственной антитеррористической системы и субъектов борьбы с терроризмом.
Субъекты, непосредственно осуществляющие борьбу с терроризмом:
• Служба безопасности Украины – главный орган антитеррористической системы;
• Министерство внутренних дел;
• Национальная полиция;
• Министерство обороны Украины;
• Государственная служба Украины по чрезвычайным ситуациям;
• Администрация Государственной пограничной службы Украины;
• Государственная уголовно-исполнительная служба Украины;
• Управление государственной охраны Украины;
• Вооруженные Силы Украины;
• Национальная гвардия Украины.
В случае необходимости могут привлекаться другие субъекты борьбы с терроризмом:
• центральные органы исполнительной власти, обеспечивающие формирование и реализующие государственную политику в сфере здравоохранения;
• центральные органы исполнительной власти, обеспечивающие формирование и реализующие государственную политику в электроэнергетическом, угольно-промышленном и нефтегазовом комплексах;
• центральный орган исполнительной власти, реализующий государственную политику в области управления объектами государственной собственности;
• центральные органы исполнительной власти, обеспечивающие формирование и реализующие государственную политику в сфере транспорта;
• центральные органы исполнительной власти, обеспечивающие формирование и реализующие государственную финансовую политику;
• центральные органы исполнительной власти, обеспечивающие формирование и реализующие государственную политику в сфере охраны окружающей природной среды;
• центральные органы исполнительной власти, обеспечивающие формирование и реализующие государственную аграрную политику;
• центральный орган исполнительной власти, реализующий государственную налоговую политику;
• центральный орган исполнительной власти, реализующий государственную таможенную политику;
• Государственное бюро расследований;
• Национальное антикоррупционное бюро Украины;
• Бюро экономической безопасности Украины;
• Служба судебной охраны.
К участию в антитеррористических операциях по решению руководства антитеррористической операции могут быть привлечены с соблюдением требований Закона и другие центральные и местные органы исполнительной власти, органы местного самоуправления, предприятия, учреждения, организации, независимо от подчиненности и формы собственности, их должностные лица, а также граждане с их согласия.
К основным задачам единой государственной антитеррористической системы относятся:
• предотвращение террористической деятельности, в том числе обеспечение своевременности выявления и устранения причин и условий, способствующих совершению терактов;
• информирование населения об уровне угроз совершения или совершении теракта;
• обеспечение безопасности объектов возможных террористических посягательств, в частности:
-             объектов, в отношении которых осуществляется государственная охрана;
-             важных государственных объектов;
-             объектов повышенной опасности;
-             объектов единой транспортной системы Украины;
-             особо важных объектов электроэнергетики;
-             зарубежных дипломатических учреждений, консульских и других представительств иностранных государств на территории Украины;
-             учреждений Государственной уголовно-исполнительной службы;
-             мест массового пребывания людей.
Единая государственная антитеррористическая система состоит из постоянно действующих территориальной и функциональной подсистем:
• территориальная – включает координационные группы и их штабы при региональных органах СБ;
• функциональная – включает в себя структурные подразделения субъектов борьбы с терроризмом и Межведомственную координационную комиссию АТЦ при СБ Украины.
Указанная система позволяет в режиме 24/7 осуществлять мониторинг, анализ и оценку информации о состоянии и тенденциях распространения терроризма в Украине и за ее пределами.
В рамках функционирования единой государственной антитеррористической системы:
• субъекты борьбы с терроризмом в соответствии с их компетенцией осуществляют постоянный обмен информацией с АТЦ; обеспечивают готовность сил и средств, привлекаемых к проведению антитеррористических операций; предоставляют АТЦ предложения к проекту плана проведения антитеррористической операции на объектах возможных террористических посягательств; обеспечивают надлежащий уровень защиты и охраны объектов возможных террористических посягательств; осуществляют меры по предотвращению возможного применения при совершении террористического акта оружия, боеприпасов, взрывчатых, ядовитых веществ и средств массового поражения; организуют мероприятия по информированию и подготовке населения к действиям в условиях угрозы или совершения террористического акта.
• Антитеррористический центр при СБУ: проводит мониторинг угроз совершения террористических актов на территории Украины и за ее пределами; разрабатывает план проведения антитеррористической операции на объектах возможных террористических посягательств; определяет потребность в силах и средствах, привлекаемых к проведению антитеррористической операции; извещает субъектов борьбы с терроризмом о принятии решения об уровне террористической угрозы.
В зависимости от имеющейся информации об угрозе совершения или совершении террористического акта в Украине устанавливаются следующие уровни террористических угроз:
- «серый (возможная угроза)» – при наличии факторов (условий), способствующих совершению террористического акта;
- «синий (потенциальная угроза)» – при наличии требующей подтверждения информации о подготовке к совершению террористического акта;
- «желтый (вероятная угроза)» – при наличии достоверной (подтвержденной) информации о подготовке к совершению террористического акта;
- «красный (реальная угроза)» – в случае совершения террористического акта.